# Протесты в аэропортах США против «антимигрантского» указа Дональда Трампа
28 января 2017 года тысячи людей собрались на протесты против «антимигрантского» указа Дональда Трампа в международном аэропорту имени Джона Кеннеди в Нью-Йорке. Указ запрещает въезд беженцам и другим посетителям из ряда стран, в основном мусульманских. По данным различных источников, акция собрала более 2000 человек.

## Предыстория
27 января 2017 года президент США Дональд Трамп подписал указ, который на 120 дней приостановил возможность въезда в страну всем беженцам, а беженцам из Сирии — на неопределенный срок. Указ также запрещает въезд в США на 90 дней гражданам Ирана, Ирака, Ливии, Судана, Сирии и Йемена . Владельцы грин-карт тоже попали под действие этого указа.
28 января в аэропортах США задержали или отправили обратно примерно 27 авиапассажиров. По состоянию на 29 января, действие данного указа распространилась на примерно 375 путешественников. Двух задержанных иракцев выпустили из аэропорта в 18:00 EST, ещё 11 задержанных остались. Одним из задержанных в аэропорту был Хамид Джалид Дарвиш (англ. Hameed Jhalid Darweesh), иракский переводчик Армии США. Дарвиша держали 12 часов без возможности связаться с адвокатами. Президент Трамп сообщил Christian Broadcasting Network (CBN), что беженцы-христиане будут иметь приоритет в получении статуса беженца в США.

## Протест
Протест начался 28 января с небольшой группы людей около 11 часов утра. Протестующие собрались перед Терминалом 4, куда прибывают международные авиарейсы. Толпа увеличилась после призывов в соцсетях адвокационных групп, таких как Нью-Йоркская иммиграционная коалиция (англ. New York Immigration Coalition). Люди собрались, чтобы осудить указ Трампа и показать свою поддержку беженцам и иммигрантам. До захода солнца демонстрантов стало настолько много, что они заняли парковку у терминала. Протестанты принесли транспаранты, скандировали слоганы и назвали происходящее «баном мусульман» (англ. Muslim Ban). Они переходили от терминала к терминалу. Такой же протест состоялся вечером в Порт-Ричмонде, округ Стейтен-Айленд.
Среди других групп, которые приняли участие в протестах, были Make the Road New York, Jews for Racial and Economic Justice (JFREJ) и Black Latino Asian Caucus members. С 18:00-19:00 водители такси New York Taxi Workers Alliance (NYTWA) перестали принимать заказы пассажиров из аэропорта, протестуя против задержаний. Вечером полиция не допускала людей без авиабилетов на AirTrain. После 20:00 губернатор Эндрю Куомо сказал, чтобы людей пускали на поезд снова.
Поздно вечером 28 января Энн Донелли, федеральный судья в округе Бруклин, заблокировала часть указа, «обеспечив мгновенный пропуск десяткам задержанных в аэропортах по всей стране». Федеральные окружные суды США в Сиэтле и Вирджинии издали сходные постановления. Это позволит остаться в стране тем людям, которые имеют действующие визы. Однако, юристы из ACLU и Захарий Менфреди (англ. Zachary Manfredi) из Yale’s Worker and Immigrant Rights Advocacy Clinic предостерегают, что лиц, задержанных в аэропортах, все ещё могут переместить в различные места содержания под стражей. Состоянием на север, 28 января, поступали сообщения о том, что юристы Legal Aid все ещё не получили доступа к клиентам, которых задержали в аэропорту имени Кеннеди. В Бруклине протестующие ждали вердикта под стенами суда.
Также 28 января оба иракцы, были задержаны в аэропорту, подали иски против Трампа и правительства США.
Президент США сказал, что его указ «работает прекрасно. Вы можете это видеть в аэропортах, Вы видите это повсюду». Американский юрист и бывший мэр города Нью-Йорк Рудольф Джулиани, сказал, что Президент Трамп обратился к нему за советом относительно постановления, которое Джулиани описал как «бан мусульман».

## Другие протесты
Протесты также происходили в других аэропортах США, включая аэропорт О’хара в Чикаго, международный аэропорт Сан-Франциско, аэропорт Лос-Анджелеса, международный аэропорт Сиэтл—Такома, международный аэропорт Портленда в Орегоне и в аэропортах Ньюарка, Бостона, Денвера и Далласа. Также протесты планировались в Хьюстоне, Лас-Вегасе, Орландо, Филадельфии и Атланте.
Протест в Сиэтле 28 января собрал более 3000 демонстрантов, там была организована пресс-конференция, где выступило много выборных должностных лиц, включая губернатора штата Джея Инсли. Протесты в Лос-Анджелесе собрали около 200 участников в субботу. Губернатор штата Вирджиния, Терри Маколифф, присоединился к демонстрациям в Аэропорту Даллеса в субботу. Мэр Марти Уолш присоединился к протестам в Бостоне в аэропорту Логан.
29 января частные лица и организации вышли на протест к Аэропорту Детройта.
Массовые протесты в Лондоне запланированы на вечер понедельника, на событие в Facebook зарегистрировались 9000 человек, а ещё 16000 выразили свою заинтересованность событием.
Джастин Трюдо, Премьер-министр Канады, сказал, что Канада с радостью примет беженцев, которым отказали США.
Иран заявил, что ни один гражданин США не будет допущен в страну, пока указ не отменят.